# Brouwerij Com Berms (Moorsel)
Brouwerij "Com Berms" is een voormalige hoeve-brouwerij in het Oost-Vlaamse Moorsel in België. De brouwerij was gelegen aan het einde van de Ravenakkerstraat.

## Vrijheerlijkheid
De wijk Steven, ook wel "Moorsel Kapittel" of "Gevergem" genoemd maakte samen met "Wieze Kapittel" in het Ancien Regime deel uit van een Vrijheerlijkheid. Inwoners waren vrijgesteld van bijvoorbeeld belastingen, krijgsdienst en dienstbaarheden. Door deze belastingvrijstelling werd er in Moorsel dan ook veel meer gebrouwd en gestookt op 't Steven dan in het dorpscentrum van Moorsel, gedurende de 18e eeuw.

## Hoevebrouwerij
De brouwerij was actief tussen 1812 en 1914. Deze hoevebrouwerij ontleent de naam aan bewoner Jacobus Borms (1767-1856), zoon van Judocus en Elisabeth Mertens. Jacobus werd afgekort 'Cob' en 'Berms' is de lokale uitspraak van Borms.
In 1812 hadden de ketels een capaciteit van 2 hectoliter. Het bier zal zich dus beperkt hebben tot de buurt en rond de kerktoren van Stevenkapel.
De brouwactiviteiten werden stopgezet tijdens de Eerste Wereldoorlog.

## Familiehistoriek
De hoeve van Jacobus Borms (1767-1856), zoon van Judocus en Elisabeth Mertens bleef eeuwenlang in de familie.
Moeder Elisabeth Mertens werd vroeg weduwe en hertrouwde met Petrus Joannes De Keghel. Uit het huwelijk volgde een halfbroer voor Jacob Borms, Guilhelmus (Willem) De Keghel. Deze brouwde in de nabijgelegen brouwerij Van Moesieke.
De hoeve bleef generaties lang in de familie en werd bewoond door de familie Uyttersprot - Borms, nadien Lissens - Uyttersprot en vanaf 1918 Gordijn - Lissens.